# Zwartbuikdikbekje
Het zwartbuikdikbekje (Sporophila melanogaster) is een zangvogel uit de familie Thraupidae (tangaren). De vogel werd in 1870 door de Oostenrijkse ornitholoog  August von Pelzeln geldig beschreven als Spermophila melanogaster.

## Verspreiding en leefgebied
Deze soort is endemisch in zuidoostelijk Brazilië, met name van zuidelijk Goiás en Minas Gerais tot Rio Grande do Sul.